# Pavé de Verchain-Maugré à Quérénaing
Der Sektor Pavé de Verchain-Maugré à Quérénaing ist ein 1600 Meter langer mit Kopfsteinen gepflasterter Weg, welcher bei Paris–Roubaix von Verchain-Maugré in Richtung Quérénaing befahren wird.

## Charakteristik
Der Sektor Pavé de Verchain-Maugré à Quérénaing ist mit der Schwierigkeitsstufe von 3 Sternen ausgezeichnet. Auf den ersten 900 Meter steigt der Abschnitt mit durchschnittlich 2,7 % an. Bis zum Ende des Sektors fällt die Strecke wieder auf 83 Meter ü.NN ab.

## Geschichte
Der Sektor stand vermutlich 1974 das erste Mal bei Paris–Roubaix auf dem Programm. Auf der 4. Etappe der Tour de France 2015 wurde der Abschnitt, in umgekehrter Reihenfolge zur normalen Fahrtrichtung bei Paris–Roubaix, befahren. Am 17. Februar 2024 wurde der Sektor zu Ehren von Jean-Luc Derche, Sicherheitsbeauftragter des Grand Prix de Denain, in Pavè Jean-Luc Derche benannt.

## Bildergalerie

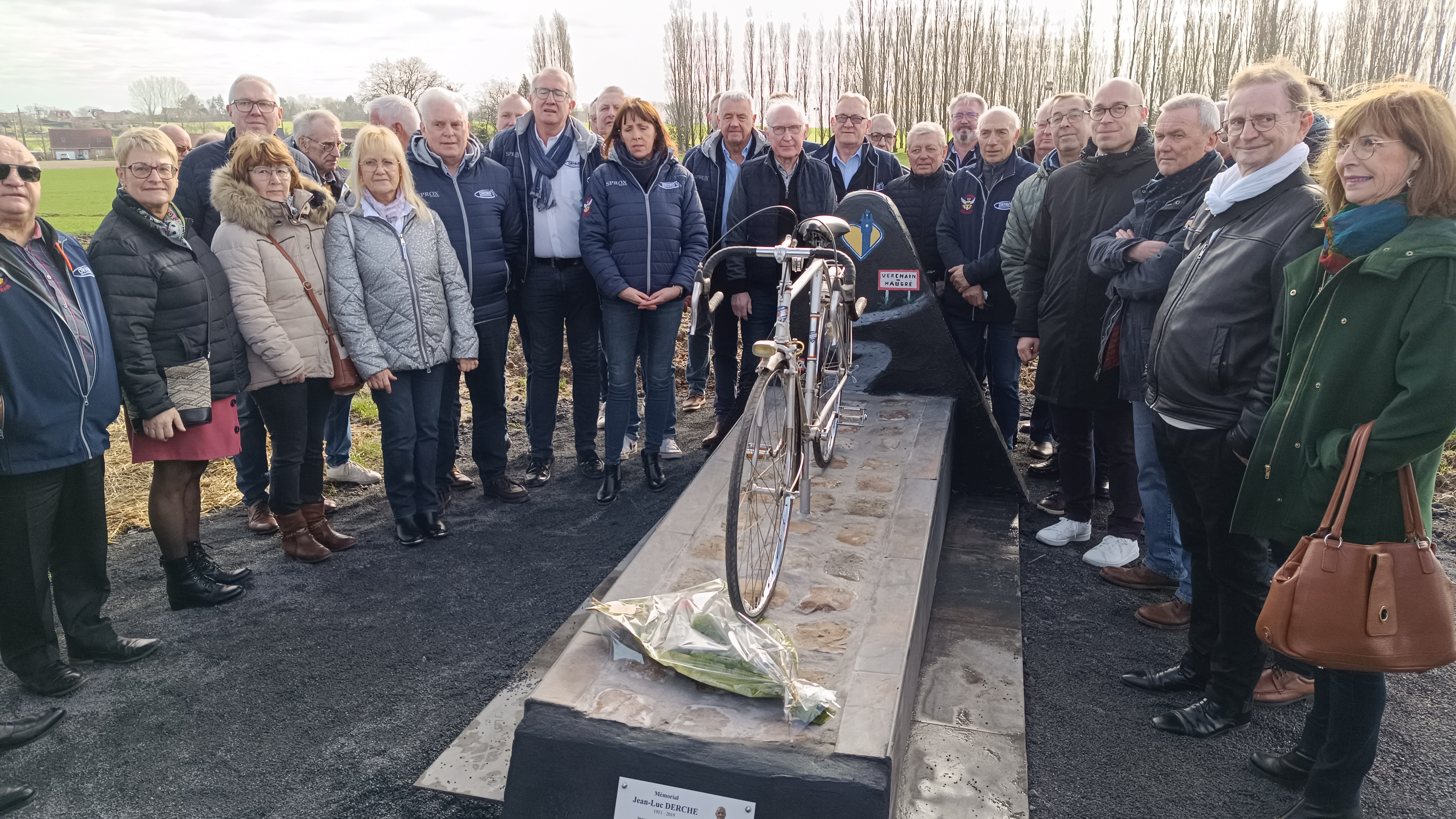
Gedenkstelle Pavè Jean-Luc Derche
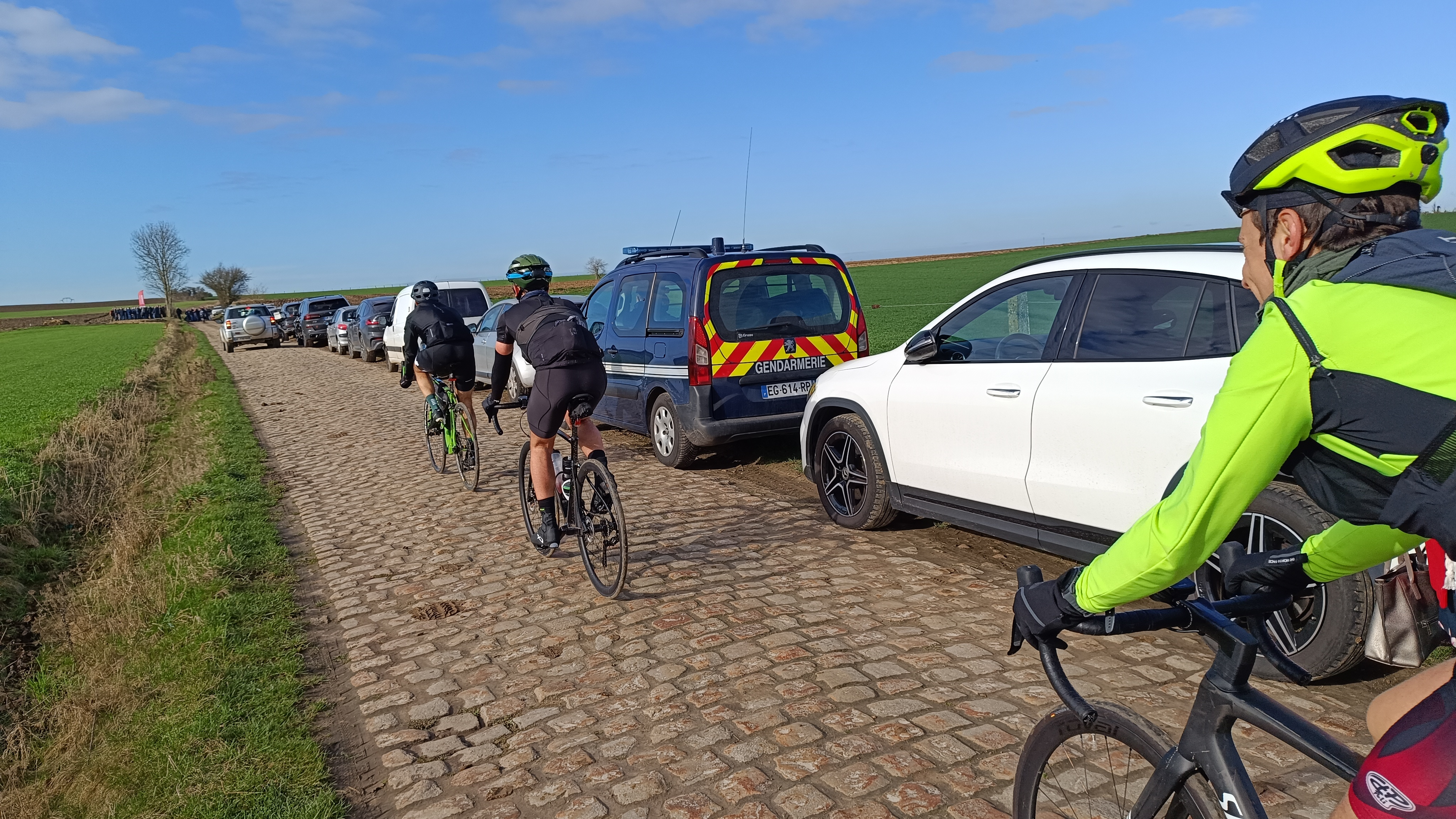
Pavè Jean-Luc Derche bei der Einweihung am 17. Februar 2024